# United States Transportation Command
Das United States Transportation Command (USTRANSCOM; deutsch Transportkommando der Vereinigten Staaten) ist eines der elf teilstreitkräfteübergreifenden Unified Combatant Commands der US-Streitkräfte und stellt den weltweiten Transport der Truppen zur See, zu Land und in der Luft sicher. Das Hauptquartier befindet sich auf der Scott Air Force Base in Illinois.

## Geschichte
Der Zweite Weltkrieg, der Korea- und der Vietnamkrieg, aber auch schon die Berlin-Blockade von 1948 bis 1949 hatten den Vereinigten Staaten die Notwendigkeit eines gut funktionierenden Transportsystems für die nationale Sicherheit und die Zusammenarbeit mit den Alliierten aufgezeigt. Im Jahr 1978 wurden bei der Übung Nifty Nugget große Mängel in der Koordination zwischen dem Militär und zivilen Teilnehmern festgestellt. Als Resultat wurden zwei Änderungen im System der Logistik  vorgenommen. Alle Transporteinheiten unterstanden fortan dem Vereinten Generalstab (Joint Chiefs of Staff) und sollten gemeinsam von einem Kommando koordiniert werden. Kurz darauf wurde die Joint Deployment Agency (JDA) geschaffen und auf der MacDill Air Force Base (Florida) aufgestellt.
Trotz vieler Erfolge konnte die JDA ihren Auftrag nicht vollständig ausführen. Zwar war sie mit der Koordinierung der Transportdienste betraut, es fehlte ihr aber die Möglichkeit, nötige Änderungen um- und durchzusetzen. Nach unabhängigen Studien befahl daraufhin der damalige Präsident Ronald Reagan am 18. April 1987 dem Verteidigungsministerium die Aufstellung eines neuen Oberkommandos für die Truppentransporte. Mit dem Goldwater-Nichols Act, einem Gesetz zur Reorganisation der militärischen Kommandokette, wurde das Unified Transportation Command (UTC) gegründet, das spätere United States Transportation Command.

## Auftrag und Zuständigkeit
Das USTRANSCOM ist verantwortlich für die Sicherstellung, Planung und Koordination sämtlicher Transportaktivitäten aller US-Teilstreitkräfte weltweit. Dazu werden die Logistikkapazitäten der US-Luftwaffe, der Marine und des Heeres vom USTRANSCOM verwaltet und eingesetzt.

## Organisation
Am 18. April 1987 wurde USTRANSCOM auf der Scott Air Force Base aufgestellt und mit einem jährlichen Budget von anfangs 4,2 Milliarden US-Dollar ausgestattet; es ist seit dem 1. Oktober 1987 aktiv. Die Personalstärke des USTRANSCOM  belief sich im Jahr 2003 auf 63.000 Personen.

## Unterstellte Kommandos und Einheiten
Dem Kommando untersteht das Air Mobility Command der US Air Force, das Military Sealift Command der US Navy sowie das Surface Deployment and Distribution Command der US Army. Darüber hinaus werden bei Bedarf zusätzlich zivile Fracht- und Transportkapazitäten genutzt.

## Führung
Das Kommando wird von einem General oder Admiral geführt, der aus einer der Teilstreitkräfte der Vereinigten Staaten stammen kann, da es sich um ein Unified Command handelt; bisher stammten die meisten Amtsinhaber von der United States Air Force.
| Nr.     | Name                                    | Bild | Beginn der Berufung | Ende der Berufung  |
| ------- | --------------------------------------- | ---- | ------------------- | ------------------ |
| 15      | General Randall Reed (USAF)             |      | 4. Oktober 2024     | amtierend          |
| 14      | General Jacqueline Van Ovost (USAF)     |      | 15. Oktober 2021    | 4. Oktober 2024    |
| 13      | General Stephen R. Lyons (USA)          |      | 1. August 2018      | 15. Oktober 2021   |
| 12      | General Darren W. McDew (USAF)          |      | 1. August 2015      | 1. August 2018     |
| 11      | General Paul J. Selva (USAF)            |      | 5. Mai 2014         | 31. Juli 2015      |
| 10      | General William M. Fraser III. (USAF)   |      | 14. Oktober 2011    | 5. Mai 2014        |
| 9       | General Duncan J. McNabb (USAF)         |      | 5. September 2008   | 14. Oktober 2011   |
| Interim | Vice Admiral Ann E. Rondeau             |      | 11. August 2008     | 5. September 2008  |
| 8       | General Norton A. Schwartz (USAF)       |      | 7. September 2005   | 11. August 2008    |
| 7       | General John W. Handy (USAF)            |      | 5. November 2001    | 7. September 2005  |
| 6       | General Charles T. Robertson Jr. (USAF) |      | 3. August 1998      | 5. November 2001   |
| 5       | General Walter Kross (USAF)             |      | 15. Juli 1996       | 2. August 1998     |
| 4       | General Robert L. Rutherford (USAF)     |      | 18. Oktober 1994    | 14. Juli 1996      |
| 3       | General Ronald R. Fogleman (USAF)       |      | 25. August 1992     | 17. Oktober 1994   |
| 2       | General Hansford T. Johnson (USAF)      |      | 22. September 1989  | 24. August 1992    |
| 1       | General Duane H. Cassidy (USAF)         |      | 1. Juli 1987        | 21. September 1989 |